# Kazimierz Kay-Skrzypeski
Kazimierz Kay-Skrzypeski (1909. - Innsbruck, 23 de janeiro de 1964) foi um piloto polonês, competidor britânica em provas de luge. Kazimierz sofreu um acidente enquanto treinava para as provas de luge nos Jogos Olímpicos de Innsbruck, em 1964, Áustria.